# 小林警察署
小林警察署（こばやしけいさつしょ）は、宮崎県警察所管の警察署。署長の階級は警視。

## 所管区域
- 小林市
- 都城市（夏尾町のうち御池及びその水際より200mの区域）
- 西諸県郡

## 所在地
- 宮崎県小林市堤2928番地1

## 交番
- 小林駅前交番（小林市本町64番地3）
- 堤交番（小林市堤2284番地6）

## 駐在所
- 高原駐在所（西諸県郡高原町大字西麓872番地1）
- 紙屋駐在所（小林市野尻町紙屋1983番地3）
- 三ヶ野山駐在所（小林市野尻町三ヶ野山4089番地7）
- 須木駐在所（小林市須木下田1331番地9）
- 西小林駐在所（小林市北西方1659番地2）
- 野尻駐在所（小林市野尻町東麓1155番地3）
- 東方駐在所（小林市東方3207番地18）
- 細野駐在所（小林市細野4353番地3）
- 真方駐在所（小林市真方1765番地7）